# Œting
Œting  (deutsch Ötingen) ist eine französische Gemeinde mit 2636 Einwohnern (Stand 1. Januar 2022) im Département Moselle in der Region Grand Est (bis 2015 Lothringen). Sie gehört zum Arrondissement Forbach-Boulay-Moselle.

## Geographie
Œting liegt unmittelbar südöstlich von Forbach, etwa drei Kilometer von der deutsch-französischen Grenze entfernt auf einer Höhe zwischen 218 und 387 m über dem Meeresspiegel. Saarbrücken ist etwa sechs Kilometer entfernt. Das Gemeindegebiet umfasst 4,39 km².

## Geschichte
Der Löwe im Gemeindewappen ist das Symbol der Herren von Forbach, den ehemaligen Besitzern des Ortes; die Lilien stehen für den Heiligen Antonius von Padua, den Schutzpatron der Gemeinde.

### Bevölkerungsentwicklung
| Jahr      | 1962 | 1968 | 1975 | 1982 | 1990 | 1999 | 2007 | 2019 |
| Einwohner | 1084 | 1262 | 1489 | 1670 | 1920 | 1865 | 2461 | 2706 |

## Kultur und Sehenswürdigkeiten
Deutsch ist unter der Bevölkerung sehr verbreitet.
Es gab im Ort ein Schloss aus dem Jahr 1737, dieses brannte jedoch während der Französischen Revolution aus.

## Wirtschaft und Infrastruktur
Die Arbeitslosigkeit im Ort betrug 10,2 % (Stand 2020).
Durch die Gemeinde verlief eine alte römische Straße. Heute wird der Ort durch die Autobahn A 320 (Europastraße 50) und diverse weitere Hauptverkehrsstraßen erschlossen. Südlich vom Ort liegt das Technopole Forbach-Sud.

## Persönlichkeiten
- Marc Lerandy (* 1981), deutsch-französischer Fußballer, wohnt in Œeting
- Alexander Bettendorff (* 1985), deutscher Schauspieler

## Belege
1. ↑  Oeting 57521. Wappen und -beschreibung. In: Les Blasons des communes de Lorraine. Union des Cercles Généalogiques de Lorrains. Auf Genealogie-Lorraine.fr, abgerufen am 9. Dezember 2023 (französisch).
2. ↑  Taux de chômage d'OEting, évolution du chômage et nombre de chômeurs. Abgerufen am 15. Mai 2021.